# Avis-rend

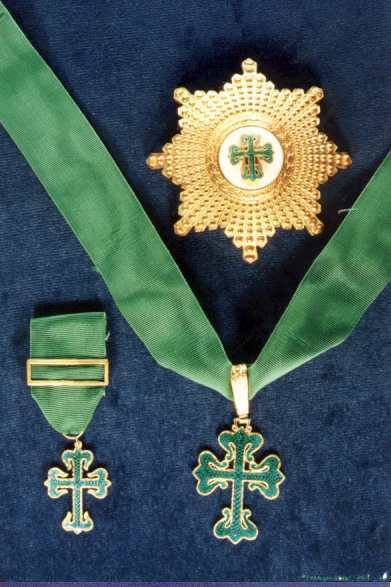
A rend jelvényei

Az Avis Rend portugál egyházi lovagrend. A legelterjedtebb vélemény szerint 1166-ban jött létre Afonso Henriques (1128-1185) király uralkodása alatt, a nem sokkal korábban elfoglalt Ávora városának védelmére a mórok ellen. 1187-ben a Calatrava Rend szabályzatát vette át és a Calatrava Rend Ávorai Hada néven volt ismert. A rend egyházi lovagrend lett, tagjai szegénységi, tisztasági és engedelmességi fogadalmat tettek, valamint felesküdtek a mórok elleni harcra.   
1187-ig a Benedek-rendi szabályzatot követték, amikor áttértek a cisztercita-szabályzatra. A rendet III. Celestin III pápa (1191-1198) 1192-ben hagyta jóvá. 1211-ben II. Alfonz, portugál király Fernando Annesnek, az Ávora had mesterének adományozta Avis városát, aki azt megerősítette és rendi konventet hozott létre. 1223-24 táján a szerzetesek ide tették át a székhelyüket. Ettől fogva a rend Avis rendként volt ismert.   
A Calatrava Rend portugáliai birtokait több pápai bulla is említi (VIII Gergely, Quoties a nobis, 1187; III. Innocent, 1199, 1201 és 1214), amiből kitűnik, hogy az Avis rend a Calatrava rend egy ága volt.   
Noha a rend formailag a kasztíliai nagymesternek volt alárendelve, elsősorban az egyházi vizitációk és a megválasztott tartományi mester jóváhagyását illetően, gyakorlatilag azonban a kezdetektől önálló nemzeti szervezet volt és politikailag csak a portugál királyoktól függött, akik a 13. század elejétől számos birtokadományban részesítették és saját mestereiket választották meg. Diniz, portugál király a pápától kieszközölte a Szent Jakab és az Avis Rend önállóságát, valamint a feloszlatott Templomos Rend hatalmas portugáliai birtokainak átvételére létrehozta a Jézus Krisztus Rendet, de Kasztília tiltakozott ezen rendek önállósága ellen, amit V. Celesztin és VIII. Bonifác pápa is visszautasított (1295).    
Amikor a rend portugáliai mestere, János herceg I. János (1358-1433) néven Portugália királya lett, az önállósági törekvések újra felerősödtek. A rendi kongregáció 1387. október 3-án Avis városában ült össze a Calatrava Rend nagymesterének megkérdezése nélkül. Mesterükké Dom Fernando Rodrigues de Siqueirat választották. Mivel Kasztília az avignoni VII. Kelemen pápát ismerték el, a Rómában székelő VI. Orbán pápához fordultak a rend választásának elismerése végett. IX. Bonifác ezt 1389. november 9-én hagyta jóvá. A vitát IV. Jenő pápa 1440-es bullája rendezte, mely elismerte a Szent Jakab és az Avis Rend függetlenségét Kasztíliától.
A rend utolsó választott mesterének, Dom Fernando Rodrigues de Siqueiranak a halála után, I. Duarte király uralma alatt a rend irányítása a királyi családra ment át, amit 1551-ben III. Gyula pápa hagyott jóvá. 
1789-ben I. Mária királynő a lovagrendeket megreformálta. Bevezette a nagykeresztet és a rend arisztokratikus jellegűvé vált. 1894-ben újabb reformokra került sor és a rend négy osztályúvá vált.
1910-ben a köztársasági kormány betiltotta az összes lovagrendet és érdemrendet, de 1917-18-ban, a háború után néhányat, felújítottak a kiemelkedő katonai és politikai szolgálatok elismerésére. Ezek nagymesteri tiszte a köztársasági elnököt illeti meg. Az Avis rendet öt osztállyal 1918-ban újították meg a portugál és külföldi személyek kiemelkedő katonai szolgálatának elismerésére. 
A rendek 1986-os felülvizsgálata után az Avis Rend a Krisztus Lovagrenddel és a Szent Jakab Kardrenddel együtt az „ősi lovagrendek” csoportján belül kancellár és nyolctagú tanács irányítása alatt áll. A köztársasági elnök nevezi ki őket, akik őt nagymesteri tisztségében segítik a rendek működésének irányításában.